# Axel Rappe (1884–1945)
General de Brigada, Friherre Axel Oscar Rappe (22 de junio de 1884 – 31 de octubre de 1945) fue un oficial del Ejército Sueco. Los cargos de alto mando de Rappe incluyen comandante del Regimiento de Artillería Göta y del Regimiento de Artillería Svea, Inspector de la Artillería y comandante militar del V Distrito Militar. También sirvió en Finlandia durante la Guerra Civil Finlandesa, donde alcanzó el rango de teniente coronel.

## Primeros años
Rappe nació el 22 de junio de 1884 en Estocolmo, Suecia, hijo del general, friherre Axel Rappe y su esposa Anna (de soltera Sandahl). Era hermano de la hovsångerska Signe Rappe-Welden.

## Carrera

### Carrera militar
Rappe fue comisionado como oficial en 1904 y fue asignado como underlöjtnant al Regimiento de Artillería Svea. Rappe asistió al Colegio de Artillería e Ingeniería desde 1906 hasta 1907, cuando fue promovido a teniente. Luego asistió al Colegio Real Sueco del Estado Mayor desde 1908 hasta 1910 y sirvió como candidato a oficial en el Estado Mayor desde 1911 hasta 1913. Rappe fue profesor en el Colegio de Artillería e Ingeniería desde 1914 hasta 1918 y fue promovido a capitán en 1917.
Dejó el Ejército Sueco en 1918 para participar en la Guerra Civil Finlandesa. En Finlandia, Rappe sirvió en el Estado Mayor de Carl Gustaf Emil Mannerheim y fue promovido a teniente coronel. También se desempeñó como jefe de Estado Mayor del Ejército del Este. De regreso en Suecia, fue nombrado capitán en el Regimiento de Artillería Svea en 1918. Luego sirvió como profesor en el Colegio de Artillería e Ingeniería desde 1922 hasta 1928. En 1927, sirvió como capitán en el Estado Mayor y en 1928 fue promovido a mayor y nombrado jefe de Estado Mayor del comando militar de Norrland Superior. Dos años después, Rappe fue nombrado jefe de Estado Mayor de la División del Ejército del Este (Östra arméfördelningen) desde 1930 hasta 1931 y desde 1931 hasta 1935 se desempeñó como jefe del Departamento Central del Estado Mayor.
Rappe fue nombrado teniente coronel en el Estado Mayor en 1931 y coronel en el Estado Mayor en 1935. Luego se desempeñó como comandante del Regimiento de Artillería Göta (A 2) desde 1936 hasta 1938, cuando fue promovido a general de brigada, y luego como comandante del Regimiento de Artillería Svea (A 1) desde 1938 hasta 1940. Rappe se desempeñó como Jefe Adjunto del Estado Mayor de Defensa desde 1939 hasta 1941 e Inspector de la Artillería, así como comandante del Cuerpo de Estado Mayor de Artillería (Artilleristabskåren) desde 1941 hasta 1942. En 1942, fue nombrado comandante militar del V Distrito Militar y en 1944 Rappe fue nombrado comandante militar del IV Distrito Militar y Comandante General en Estocolmo. Sin embargo, la nominación fue retirada, probablemente para mantener a Rappe en el puesto como comandante del I Cuerpo de Ejército (Första armékåren).

### Otros trabajos
Rappe fue miembro del Comité de Regulaciones de Servicio de Campo en 1927 (Fälttjänstreglementskommittén) en 1927 y fue su presidente de 1935 a 1937. Se desempeñó como experto militar en la Comisión de Defensa de 1930. Rappe también fue miembro del Comité para la Reorganización de la Administración Militar Central (Kommittén för omorganisationen av den centrala militärförvaltningen) de 1940 a 1941.

## Vida personal
El 22 de junio de 1923 en Strängnäs, Rappe se casó con Gurli Matilda Johansson (12 de febrero de 1888 en Estocolmo – 21 de febrero de 1966 en Sköldinge), hija del carpintero Claes August Johansson y su esposa Edla Matilda Gustafsson (anteriormente Thulin).

## Fallecimiento
Rappe falleció repentinamente a los 61 años el 31 de octubre de 1945 en Karlstad.

## Fechas de rango
Fechas de rango de Rappe:

### Suecia
- 8 de diciembre de 1904 – Underlöjtnant
- 31 de agosto de 1907 – Teniente 2ª Clase
- 9 de junio de 1911 – Teniente 1ª Clase
- 30 de diciembre de 1916 – Capitán 2ª Clase
- 11 de abril de 1919 – Capitán 1ª Clase
- 1 de enero de 1928 – Mayor
- 18 de diciembre de 1931 – Teniente coronel
- 23 de junio de 1935 – Coronel
- 3 de noviembre de 1938 – General de división

### Finlandia
- 22 de febrero de 1918 – Mayor
- 12 de abril de 1918 – Teniente coronel

## Premios y condecoraciones

### Suecos
- Comandante 1ª Clase del Orden de la Espada (6 de junio de 1939)[5]
- Comandante del Orden de Vasa (6 de junio de 1944)[6]
- Caballero del Orden de la Estrella Polar (1934)[7]

### Extranjeros
- 1ª Clase del Orden de la Cruz de la Libertad con estrella y espada[8]
- Gran Cruz del Orden del León de Finlandia (1944)[9][10]
- Comandante 1ª Clase del Orden del León de Finlandia[8]
- Orden del Águila Alemana[8]
- 4ª Clase del Orden del Medjidie[11]

## Honores
- Miembro de la Real Academia Sueca de Ciencias de la Guerra (1932)[4]